# Maribo Domsogn
Maribo Domsogn er et sogn i Maribo Domprovsti (Lolland-Falsters Stift).
Hillested Sogn fra Fuglse Herred i Maribo Amt blev i 1688 anneks til Maribo Domsogn, der lå i Maribo Købstad og geografisk hørte til Musse Herred. Ved kommunalreformen i 1970 blev Maribo købstad og landdistrikt kernen i Maribo Kommune, der ved strukturreformen i 2007 indgik i Lolland Kommune.
I Maribo Domsogn ligger Maribo Domkirke.
I sognet findes følgende autoriserede stednavne:
- Bangshave (bebyggelse)
- Fruerø (areal)
- Hestø (areal)
- Lysemose Huse (bebyggelse)
- Lysemose Skov (areal)
- Maribo (bebyggelse, ejerlav)
- Maribo Ladegaard (ejerlav, landbrugsejendom)
- Nørresø (vandareal)
- Præstø (areal)
- Revshale (bebyggelse, ejerlav)
- Skovnæs (landbrugsejendom)
- Skåningshave (areal)